# Го Сэйгэн
У Цинъюа́нь (кит. трад. 吳清源, упр. 吴清源, пиньинь Wú Qīngyuán), более известный как Го Сэйгэн (12 июня 1914 — 30 ноября 2014), — японский игрок в го.

## Биография

### Жизнь в Китае
У Цинъюань родился 12 июня 1914 года в китайской провинции Фуцзянь. Происходит из обедневшей аристократической семьи. Его отец, У Ицзэн, учился в Японии, где начал играть в го и посещал клуб Хоэнся, основанный Хонъимбо Сюхо (Мурасэ Сюхо, 18-й Хонъимбо). Отец научил Цинъюаня играть в го, когда мальчику было 8 лет. В возрасте 10 лет начал посещать вэйци-клуб Хайфэн в Пекине, уже через год обыгрывал сильнейших игроков этого клуба, благодаря чему был приглашён в японский го-клуб, где сыграл несколько партий с игроками 1-го дана, выиграв их все.
Свидетелем матча против японских игроков стал Ямадзаки Юмин, бизнесмен, знакомый Сэгоэ Кэнсаку — известного японского профессионала. Ямадзаки сообщил Сэгоэ, что в Пекине обнаружился молодой гений; тут же возникла идея пригласить У Цинъюаня в Японию для изучения го. После того как летом 1926 года Ивамото Каору, 6-й дан, и Косуги Тэи, 4-й дан, бывшие в Китае, сыграли несколько партий с мальчиком (из четырёх игр с Ивамото три, игравшиеся на трёх камнях форы, У выиграл, а последнюю, на двух камнях, проиграл с разницей в два очка, единственная игра с Косуги на двух камнях также была выиграна У), Сэгоэ принял решение и занялся организацией поездки У на обучение в Японию, где его талант мог быть раскрыт в полной мере. Для организации обучения У были привлечены влиятельные лица, имевшие отношение к Нихон Киин, такие как Инукаи Мокудо и князь Окура Киситиро. Усилия увенчались успехом, У пригласили на два года в Японию. Японское правительство согласилось в течение этого времени платить ему стипендию 200 иен (на тот момент — около 100 долларов США) в год, князь Окура выступал в качестве попечителя. В Японии У Цинъюань стал известен как Го Сэйгэн (так иероглифическое написание его имени произносится в Японии).
По просьбе отца, решившего, что его сын ещё слишком юн, поездка была отложена на два года. В 1927 году У Цинъюань стал чемпионом Китая по вэйци. В этом же году он сыграл матч против Иноуэ Кохэя, японского профессионала 5-го дана, приехавшего в Пекин специально для того, чтобы проверить силу юного гения. В первой игре, на двух камнях форы, У легко выиграл. Следующие игры проходили без форы, У играл чёрными. Во второй игре на 137-м ходу Иноуэ, находясь в значительно худшей позиции, отложил партию, и она так и осталась недоигранной. В третьей партии У победил и лишь в последней Иноуэ смог выиграть. Вернувшись в Японию, Иноуэ рассказывал, что У даже более талантлив, чем об этом говорили. Изучив записи партий, привезённые Иноуэ, Сэгоэ уверился, что У — гений и ему необходимо как можно быстрее начать серьёзное обучение, чтобы развить свои способности. По мнению Сэгоэ, стиль игры У напоминал Хонъимбо Сюсаку — одного из сильнейших игроков в истории Японии.
В конце 1927 года Сэгоэ написал У и официально пригласил его в Японию. Показательно, что столь уважительное письмо было адресовано 12-летнему ребёнку.

Я получил Ваше письмо через г-на Ямадзаки. Большое спасибо. Несмотря на то что я не знаком с Вами лично, я узнал от Ивамото, что Вы молодой, но великий игрок. После изучения трёх Ваших игр против Иноуэ я убедился в исключительной силе Вашей игры ещё больше. Я надеялся, что, если время и здоровье позволят мне, я приеду в Китай, чтобы увидеть Вас лично. К сожалению и моему глубокому разочарованию это, скорее всего, сейчас невозможно.
Я искренне надеюсь, что Вы быстро подрастёте и сможете, наконец, приехать в Японию. Тогда мы могли бы вместе заниматься го. Я также надеюсь, что однажды Вы станете Мэйдзином.
Я попросил Ямадзаки переправить Вам 1-й и 2-й тома моего недавнего издания. Если Вы изучите их до Вашего приезда в Японию, это будет огромной честью для меня. Я также приложил мои нестоящие комментарии к двум играм между Вами и Ли, записи которых были опубликованы в июньском номере Kido Magazin. Также я высылаю мою статью о современном состоянии го в Китае. Прошу извинить за издание этих статей без Вашего разрешения.
В заключение, я был бы очень Вам признателен, если бы Вы передали мои наилучшие пожелания всем китайским игрокам в го. Желаю Вам наилучшего здоровья.

В 1928 г. ученик Сэгоэ, Хасимото Утаро, 4-й дан, ездил в Китай, чтобы сыграть с У. Мальчик выиграл обе партии.
Наконец, 18 октября 1928 года, в возрасте 14 лет, У Цинъюань отправился в Японию. Часть денег на поездку, 500 иен, выделил китайский генерал Га Ю-тан.

### Начало профессиональной карьеры в Японии
После прибытия Го Сэйгэна в Японию встал вопрос о его официальной квалификации. С одной стороны, по существующим правилам (как и по мнению большинства игроков) профессионал должен был начинать с 1-го дана, и получать последующие, играя в турнирах. С другой — было ясно, что он играет не слабее 3-го дана. Специально был организован экзамен — матч из трёх партий. В первой Го чёрными без форы обыграл Синохара Масами, 4-й дан. Во второй, играя на двух камнях форы, победил Хонъимбо Сюсаи, мэйдзина, обладателя 9-го дана; Сюсаи был сильнейшим игроком Японии, считался непобедимым, для 3-го дана играть с ним всего на двух камнях форы было огромной честью. В третьей партии, чёрными без форы, Го с разницей в пять очков победил Мурасима Ёсинори. В результате Го Сэйгэн получил 3-й дан в 14 лет (в то время лишь единицы из японских профессионалов в этом возрасте достигли хотя бы первого дана).
В Японии Го начал активно выступать и продолжил углублённое изучение игры. Его турнирные успехи были феноменальны: к 1932 году в сыгранных им 50 официальных партиях он имел 44 победы, 5 поражений и 1 ничью. В 1932 Го Сэйгэн получил 5-й дан, войдя в число сильнейших игроков Японии (в то время, кроме Хонъимбо Сюсаи, в Нихон Киин не было игроков выше 7-го дана).
После «манчжурского инцидента» (вторжения японских войск в Китай 18 сентября 1931 года) положение Го Сэйгэна в Японии стало двойственным: он был китайцем, при этом жил и играл в Японии, напавшей на его родину. Из-за этого турниры и матчи, в которых участвовал Го Сэйгэн, воспринимались, в большей или меньшей мере, как соревнования между Китаем и Японией.

### Разработка «новых фусэки»
В японском го уже давно господствовала теория фусэки (начала партии в го), считающая наиболее правильным делать первые ходы в комоку (точку пересечения 3-й и 4-й линий от угла доски). Ходы в сан-сан (пересечение 3-х линий), точку 5-5, и тем более в центр доски считались однозначно плохими. Го Сэйгэн одним из первых начал экспериментировать с нестандартными первыми ходами, начиная игру с «запрещённых» ходов. «Высокие» (дальше от краёв, чем требовала традиция) ходы позволяли с самого начала партии активнее влиять на центр и получать, таким образом, преимущество в развитии. «Низкий» ход в сан-сан давал прочное занятие угла, и в сочетании с нестандартными ходами в другие углы также мог быть очень силён. Новые начала потребовали серьёзной проработки, изобретения новых вариантов дзёсэки. Эта работа была проделана Го Сэйгэном в содружестве с другим молодым талантливым игроком — японцем Китани Минору. Считается, что теория «новых фусэки» была разработана Го и Китани в гостинице курортного местечка Дзигоку-дани провинции Синсю.
Начав активно применять «новые фусэки» в турнирных партиях, Го и Китани своими победами сделали новшествам отличную рекламу, заинтересовав ими множество игроков. Появление «новых фусэки» сравнивали со свежим ветром, принёсшим обновление в японское го.

### «Матч века»

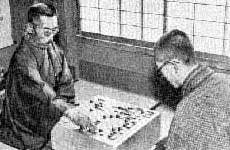
Хонинбо Сюсаи против Го Сэйгэна — «Матч века»

В 1933 году газета «Ёмиури симбун» организовала турнир 16 сильнейших профессионалов Японии. Победитель этого турнира получал право вызывать на матч сильнейшего японского игрока, мэйдзина Хонъимбо Сюсаи. Го Сэйгэн выиграл этот турнир, победив Китани Минору и Хасимото Утаро. Матч из одной партии между Го и Хонъимбо Сюсаи назвали «матчем века», и тому были все основания: с одной стороны, в нём участвовал сильнейший из старых игроков, наследственный глава школы Хонъимбо, 59-летний мэйдзин, олицетворяющий собой традиционное, «старое» японское го, с другой — молодой 19-летний гений, один из авторов революционных изменений в теории го, да ещё и китаец по происхождению.
Матч начался 16 октября 1933 года. Игрался он по традиционным правилам, без использования новшеств XX века: Го играл чёрными, коми не применялось. Контроль времени был очень большим — по 24 часа каждому игроку, причём откладывание партии производилось по желанию мэйдзина на его ходе, без записи секретного хода, что давало ему возможность обдумывать свои ходы вне игрового времени. Перерывы между игровыми днями были долгими, по несколько дней. Игрокам не возбранялось это время проводить дома, так что мэйдзин имел возможность при возникновении трудного положения отложить партию и не спеша проанализировать её вне официального временного лимита.
Начало матча вызвало всеобщий интерес и даже возмущение многих старых игроков. Го Сэйгэн превратил партию не только в матч между «старым» и «новым» игроком, но и в соревнование между традиционной теорией и «новыми фусэки»: он начал партию ходами в сан-сан, хоси по диагонали и тэнгэн. Все эти три хода считались старой школой Хонъимбо недопустимыми в начале партии. Сюсаи отвечал «классическими» ходами в комоку, противопоставляя новым веяниям силу проверенной традиции.
Партия шла практически на равных, с минимальным преимуществом мэйдзина. Своим привилегированным положением Хонъимбо Сюсаи активно пользовался. Так, в восьмой игровой день было сделано только два хода: Сюсаи сделал свой ход, отложенный с предыдущего игрового дня, Го ответил через две минуты, а затем, после трёхчасового обдумывания, Сюсаи вновь отложил партию. Во время матча Сюсаи заболел, из-за чего партия затянулась ещё больше.
К 159-му ходу позиция всё ещё оставалась равной, мнения о ней были разными, часть комментаторов отдавала предпочтение Го. Поворотным пунктом стал 160-й ход белых, сделанный также после многодневного обдумывания. Этот ход тут же получил самые восторженные отзывы. Он переломил ход поединка, позволил Сюсаи вырваться вперёд и победить в матче с преимуществом в два очка. Партия завершилась 19 января 1934 года, заняв, из-за постоянных откладываний и многодневных перерывов между игровыми днями, более трёх месяцев. За эти три месяца было всего 14 игровых дней (партия откладывалась 13 раз).
Несмотря на проигрыш в «матче века», игра Го была очень высоко оценена. Было очевидно, что Го играет с Хонъимбо Сюсаи практически на равных.
Впоследствии ходили слухи, что 160-й ход был найден не самим Сюсаи, а его учеником Маэда Нобуаки, 6-й дан. Сэгоэ Кэнсаку в частной беседе говорил об этом, его слова были, вопреки неофициальному характеру разговора, процитированы в «Ёмиури симбун», что вызвало скандал. Официального подтверждения этой версии никогда не было, но сам факт появления слухов стал одной из причин принятия в го более строгого порядка контроля времени и откладывания партии с записью секретного хода, которое не даёт преимущества во времени обдумывания хода ни одному из игроков.

### 1934—1938
В 1936 году Го Сэйгэн, имевший к тому времени уже 7-й дан, получил гражданство Японии. При этом он принял имя Курэйдзуми, но позже снова сменил его на Сэйгэн. В сентябре того же года Го серьёзно заболел, но обратился к медикам только в начале 1937-го. Ему был поставлен диагноз «туберкулёз» и он более чем на год оказался в больнице, из-за чего в 1937 году не играл. В 1938-м, едва выйдя из больницы, опубликовал комментарии к «прощальной партии» — матчу из одной партии между Хонъимбо Сюсаи и Китани Минору. Мнение Го о матче сильнейших игроков того времени вызвало огромный интерес.

### Серия дзюбанго
Вершиной го-карьеры Го Сэйгэна стала серия матчей по 10 партий (так называемых дзюбанго) против сильнейших игроков Японии.
- Камакурский дзюбанго (сентябрь 1939 — октябрь 1940) против Китани Минору. Выиграв из первых шести партий пять, Го принудил Китани к турнирной форе (заключающейся в том, что проигрывающий далее из каждых трёх партий две играет чёрными — это считается свидетельством серьёзного преимущества выигрывающего) и, в конечном итоге, выиграл матч.
- Против Кариганэ Дзюнити, 8-й дан (1942 год). После того как из первых пяти партий Го выиграл четыре, матч был приостановлен без официального объявления результата, по соображениям сохранения репутации и здоровья Кариганэ. После этого матча Го Сэйгэн получил 8-й дан.
- Против Фудзисава Кураносукэ (позже сменившего имя на Фудзисава Хосай), 6-й дан. Из-за разницы в данах Фудзисава играл все партии чёрными. Го проиграл матч со счётом 4:6, но Фудзисаве не удалось принудить его к турнирной форе (точнее, в данном случае — к сокращению турнирной форы), что подтвердило разницу в два дана между игроками.
- Против Хасимото Утаро, 8-й дан (1947). Матч игрался Го Сэйгэном после более чем двухлетнего перерыва — последние два военных года он отошёл от го. Две первые партии были им практически провалены, но в третьей Хасимото уже в ёсэ сделал ошибку и проиграл с разницей в одно очко. После этого Го начал выигрывать и довёл счёт до 6:2 в свою пользу, принудив Хасимото к турнирной форе.
- Против Ивамото Каору, Хонъимбо (1948 год). Го выиграл со счётом 5:1, принудив и Ивамото к турнирной форе.
- Против десяти игроков 6-7 данов (1949 год). Матч игрался против четверых игроков 6-го дана и шестерых — 7-го дана. Против всех, кроме Такагава Сюкаку и Маэда Нобуаки, Го играл белыми без коми. Он выиграл 8 партий, проиграл одну и одну сыграл вничью. По результатам этого матча Го Сэйгэн получил 9-й дан, став вторым игроком 9-го дана в послевоенной Японии.
- Против Хасимото Утаро, Хонъимбо (1950 год). Несмотря на турнирную фору Хасимото, принятую по результатам предыдущего дзюбанго, Го снова выиграл, теперь со счётом 5:3 и 2 ничьих.
- Против Фудзисава Кураносукэ, 9-й дан (1951 год). Го выиграл со счётом 7:2 (1). Фудзисава в результате был выведен на фору «чёрные-белые-чёрные».
- Против Фудзисава Кураносукэ, 9-й дан (1953 год). Го снова победил, на этот раз со счётом 5:1, принудив Фудзисаву к форе «чёрные-чёрные-чёрные».
- Против Саката Эйо (1953 год). Го выиграл со счётом 6:2 принудив соперника к форе «чёрные-чёрные-чёрные».
- Против Такагава Каку, Хонъимбо (1955 год). Го победил со счётом 8:2, выведя соперника на турнирную фору.

Таким образом, за 15 лет Го Сэйгэн сыграл 11 дзюбанго против сильнейших японских игроков, в которых проиграл только однажды, причём при наличии форы у противника. Он принудил большинство своих соперников к турнирной форе, некоторых — даже к форе «чёрные-чёрные-чёрные», которая соответствовала тогда разнице в 2 дана. Фудзисава Кураносукэ после поражения в матче 1953 года вынужден был написать письмо об отставке в случае, если проиграет ещё раз. Единственным игроком, выигравшим матч у Го Сэйгэна на равных, стал Саката Эйо (он победил в матче из 6 партий), но в следующей их встрече в дзюбанго 1953 года и он был разгромлен.

### Завершение карьеры и смерть
После окончания войны Го Сэйгэн лишился японского гражданства и потерял членство в Нихон Киин. Он сохранил за собой лишь ранг и звание «гостя Нихон Киин». Такое положение не позволяло ему официально участвовать в соревнованиях за высшие титулы, так что, несмотря на выдающиеся достижения и высказывавшиеся предложения объявить Го Сэйгэна мэйдзином, официальных титулов у него было мало. Он шесть раз выигрывал турнир Оотэаи, в 1958 и 1961 годах завоевал, соответственно, первое и третье место в турнире «Сильнейший игрок».
В 1961 году Го получил серьёзную травму (был сбит на улице мотоциклистом) и после этого уже не смог полностью восстановиться. Он участвовал в первом розыгрыше титула Мэйдзин, но успеха не добился. Начиная с 1964 года играл всё меньше, из-за ухудшения состояния здоровья. Формально оставался активным игроком до 1983 года, хотя последние 20 лет играл очень мало и других заметных успехов у него не было. При официальном уходе в 1983 году получил звание «почётный член Нихон Киин».
В 1987 году журнал I-go Club, проводил опрос среди сильнейших японских игроков, прося назвать величайшего игрока в го всех времён. На первом месте оказался именно Го Сэйгэн, опередив таких величайших японских игроков, как Хонъимбо Досаку и Хонъимбо Сюсаку.
Го Сэйген умер в возрасте 100 лет в госпитале в Одавара, префектура Канагава.